# Baha’ Faisal
Baha’ Faisal Mohammad Seif (arab. بهاء فيصل محمد سيف; ur. 30 maja 1995 w Az-Zarka) – jordański piłkarz pochodzenia palestyńskiego grający na pozycji pomocnika. Jest wychowankiem klubu Al-Wehdat Amman.

## Kariera piłkarska
Swoją karierę piłkarską rozpoczął w klubie Al-Wehdat Amman, w którym w 2013 roku zadebiutował w pierwszej lidze jordańskiej. W sezonie 2013/2014 sięgnął z Al-Wehdat po mistrzostwo i Puchar Jordanii. W sezonach 2014/2015 i 2015/2016 także zostawał z nim mistrzem Jordanii. W sezonie 2017/2018 był wypożyczony do Al Kuwait Kaifan, z którym wywalczył mistrzostwo Kuwejtu.

## Kariera reprezentacyjna
W reprezentacji Jordanii zadebiutował 24 marca 2016 w wygranym 8:0 meczu eliminacji do MŚ 2018 z Bangladeszem. W debiucie zdobył gola. W 2019 roku powołano go do kadry na Puchar Azji.